# Gran Premio Aniversario Hipódromo de la Zarzuela
El Gran Premio Aniversario Hipódromo de la Zarzuela es uno de los grandes premios que se disputa desde el 2010 en el Hipódromo de la Zarzuela de Madrid, durante la temporada de otoño, en el mes de octubre o noviembre. La carrera está destinada a yeguas de tres años en adelante sobre una distancia de 1.600 metros.
Desde la edición del 2010 hasta la edición del 2017 su denominación fue Gran Premio Román Martín. Para la edición del 2018, el Gran Premio Román Martín y el Gran Premio Aniversario Hipódromo de la Zarzuela intercambiaron la denominación de sus respectivos grandes premios y los conservan hasta la actualidad.

## Palmarés[1][2][3]
| Gran Premio Aniversario Hipódromo de la Zarzuela |                         |                       |                          |                          |       |
| 2024                                             | SAMEDI RIEN (IRE)       | Václav Janáček        | Guillermo Arizcorreta    | Yeguada Rocío            | 1600m |
| 2023                                             | SOPHIE'S WATCH (GB)     | Ricardo Nicolás Valle | Óscar Anaya              | Cuadra Medina Díaz       | 1600m |
| 2022                                             | UPA LOLA (SPA)          | Jaime Gelabert        | Guillermo Arizcorreta    | Yeguada AGF              | 1600m |
| 2021                                             | DAJLA (GB)              | Václav Janáček        | Guillermo Arizcorreta    | Yeguada Rocío            | 1600m |
| 2020                                             | MY FLINDERS (GB)        | Raúl Ramos            | Guillermo Arizcorreta    | Cuadra Norris Bloodstock | 1600m |
| 2019                                             | ALTERNATIVAS (SPA)      | José Luis Martínez    | Mario Julio Pérez        | Cuadra Las Rozas         | 1600m |
| 2018                                             | SOUPHA (FR)             | José Luis Martínez    | Álvaro Soto              | Cuadra M'Hammed Karimine | 1600m |
| Gran Premio Román Martín                         |                         |                       |                          |                          |       |
| 2017                                             | BRUNETA (GB)            | Václav Janáček        | Guillermo Arizkorreta    | Cuadra Aterpe            | 1600m |
| 2016                                             | KALINDA (SPA)           | Emilien Révolte       | Alberto Carrasco         | Cuadra Odisea            | 1600m |
| 2015                                             | BOHEMIAN RHAPSODY (SPA) | Soufiane Saadi        | Enrique León             | Cuadra Cielo de Madrid   | 1600m |
| 2014                                             | FILLY MEDI (FR)         | José Luis Martínez    | Christian Delcher        | Cuadra Safsaf            | 1600m |
| 2013                                             | FILLY MEDI (FR)         | José Luis Martínez    | Christian Delcher        | Cuadra Safsaf            | 1600m |
| 2012                                             | BARONIA (SPA)           | Václav Janáček        | José Luis De Salas       | Cuadra L'Etoile          | 1600m |
| 2011                                             | BARONIA (SPA)           | Václav Janáček        | José Luis De Salas       | Cuadra L'Etoile          | 1600m |
| 2010                                             | CONVIDADA (IRE)         | Julien Grosjean       | Mauricio Delcher Sánchez | Cuadra Rathasker Stud    | 1600m |